# Harlan Carey Brewster

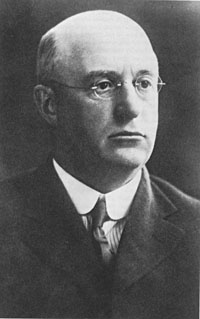
Harlan Carey Brewster

Harlan Carey Brewster (* 10. November 1870 in Harvey, New Brunswick; † 1. März 1918 in Calgary) war ein kanadischer Politiker. Von 1912 bis zu seinem Tod war er Vorsitzender der British Columbia Liberal Party, ab dem 23. November 1916 Premierminister der Provinz British Columbia.

## Biografie
In seiner ursprünglichen Heimat New Brunswick arbeitete Brewster in der Werft seines Vaters, später als Drucker in Boston. 1893 zog er nach British Columbia und war als Purser auf einem Küstendampfschiff sowie als Poststellenleiter auf Meares Island tätig. 1902 war er an der Gründung des Fischverarbeitungsbetriebs Clayoquot Sound Canning Company beteiligt und war später dessen Manager.
Brewster wurde bei den Wahlen zur Legislativversammlung von British Columbia im November 1909 als Abgeordneter des Wahlbezirks Alberni gewählt, im selben Jahr trat er den Freimaurern bei. Ohne Erfolg kandidierte er im März 1912 gegen den amtierenden konservativen Premierminister Richard McBride. Kein einziger Liberaler schaffte es, gewählt zu werden. Nach dieser schweren Wahlniederlage bestimmten die Liberalen Brewster zum neuen Parteivorsitzenden. Mit dem Sieg bei einer Nachwahl im März 1916 zog er wieder ins Provinzparlament ein und im September 1916 führte er seine Partei zu einem deutlichen Wahlsieg.
Am 23. November 1916 trat Brewster das Amt des Premierministers an. Seine Regierung führte auf Provinzebene das Frauenwahlrecht und die Alkoholprohibition ein. Als der Finanzminister im Februar 1917 starb, übernahm Brewster zusätzlich dessen Aufgaben. Ende Februar 1918 weilte er in Ottawa an einer Konferenz der kanadischen Regierungschefs. Auf seiner Rückreise erkrankte er an einer Lungenentzündung und starb in einem Krankenhaus in Calgary.